# Культура многоваликовой керамики
Культу́ра многова́ликовой кера́мики (бабинская культура) — археологическая культура эпохи средней бронзы XXII—XVIII веков до нашей эры.
Занимала степную и лесостепную зону Северного Причерноморья от Дона до Дуная. Наиболее ранние памятники зафиксированы в Доно-Днепровском междуречье, включая среднее и нижнее течение Северского Донца и Северное Приазовье. Восточной границей распространения была Волга. Сменилась срубной и сабатиновской культурами. Одна из самых ранних культур, в которых встречаются колесницы с псалиями.

## История изучения
В условиях отсутствия четких представлений о содержании позднего этапа катакомбных древностей культура многоваликовой керамики выделена С. С. Березанской в 1960 г. в особое культурное явление, историческое образование, синхронное распространению на юге Украины катакомбной культуры, в культуру поселений типа Бабино III, возводя данный памятник в ранг эталонных среди поселений с многоваликовой керамикой.
Новая культура была обособлена исключительно на основе поселенческих материалов (Бабино III, Волынцево), керамический комплекс которых иллюстрировал преобладания орнаментов в виде всевозможных сочетаний налепных валиков с прочерками и ногтевыми защипами. Для наименования культуры (культура многоваликовой керамики) была взята стандартная европейская практика называть выделяемые археологические культуры по характерным культурным особенностям (культура шнуровой керамики, культура воронковидных кубков, культура шаровидных амфор и т. п.).
Материалы поселения Бабино III на Днепре, раскопанного А. В. Добровольским, ввели в научный оборот керамическую коллекцию, которая отличалась особыми формами сосудов и орнаментационными мотивами, состоящих из оттисков шнура, налепных и выделенных валиков, прочерков, формирующих «сложные и разнообразные композиции» из елочек, треугольников, углов и криволинейных элементов. А. В. Добровольский отмечал, что раскопками поселения Бабино III только начато изучение памятников с многоваликовой керамикой и определил его хронологию позднекатакомбным временем.
После раскопок Ливенцовского поселения и Ливенцовской крепости к материалам поселения Бабино III, с целью поиска аналогий и уточнения особенностей культурного содержания древностей эпохи средней бронзы, обратился С. Н. Братченко.
Исследователь пришел к выводу о первоочередной, базовой значимости поселенческих источников в изучении особенностей археологических культур, а керамический комплекс возвел в ранг их ведущего слагаемого. Отходя от уже устоявшегося в научной среде наименования культуры многоваликовой керамики, он счел её название неудобным и недостаточно точным и предложил использовать новое — «бабинская культура» по эпонимному поселенческому памятнику Бабино-III на Нижнем Днепре.
С. Н. Братченко констатировал определённую культурную близость катакомбных харьковско-воронежских (среднедонских) и бабинских памятников, зафиксировал факт культурных смещений в позднекатакобное время в Днепро-Донском ареале и продвижение племен в украинские и донские степи с севера, из Лесостепи, проникновение племен из Задонья (левобережья Нижнего Дона). Наличие сопоставимых элементов в катакомбной и бабинской культурах исследователь объяснял не тождественностью этих культур, а их генетической связью. Высказанная исследователем мысль о том, что бабинские памятники представляют иное образование с существенными переоформлениями и нововведениями в культуре нацеливает исследователей на поиск причин переоформлений и нововведений все же в рамках позднекатакомбной культуры, поскольку этим воздействиям подвергались поздние катакомбные традиции в процессе перемещения племен в степной Донецко-Донской регион из Лесостепи, Задонья. Важно, что применительно к бабинским древностям С. Н. Братченко никогда не использовал термин «посткатакомбные».
Длительное время культура многоваликовой керамики являлась исключительно поселенческой культурой и её погребения не были идентифицированы. И только в 1983 г. И. А. Писларию, на основе погребальных источников Северского Донца и их относительной стратиграфической позиции, удалось вычленить погребения культуры многоваликовой керамики и разграничить её на 3 этапа (ранний, средний и поздний). В качестве наиболее ранних захоронений он выделил серию скорченных левобочных костяков с ориентировкой на запад, а само происхождение культуры связал с участием ямной, позднекатакомбной и абашевской культурами. В 1992 г. В. В. Отрощенко расширил круг ранних погребальных памятников культуры многоваликовой керамики за счет группы правобочных захоронений с восточной ориентацией. В то же время, И. А. Писларий рассматривал культуру многоваликовой керамики в системе катакомбных образований и констатировал, что им фактически выделена «группа позднейших катакомбных погребений». Всю серию поселенческих источников (около 80 поселений) исследователь расчленил только на 2 этапа. К раннему этапу им были отнесены поселения, содержащие примесь катакомбной керамики, а к позднему — посуду с элементами срубной и абашевской культур.
На основе анализа объемных поселенческих и погребальных источников, сформировавшихся к середине 80-х гг. прошлого столетия, С. С. Березанская пришла к выводу о том, что достаточно отчетливо выделяются только два периода в развитии культуры многоваликовой керамики. Из них ранний частично синхронизируется с катакомбной и среднеднепровской культурами и основательно — с постшнуровыми культурами, ранними периодами культуры Монтеору, Глиной III, Шнекенберг, ранними фазами абашевской культуры, памятниками типа Синташты, Новый Кумак, а поздний — с Микенскими гробницами, Бородинским кладом, культурами Тей, Фюзешабонь, Ватина, Вербичиора, ранними фазами Унетицкой культуры, поздней абашевской культурой. Была дана общая характеристика четырём локальным вариантам культуры многоваликовой керамики — восточному (донецкому), юго-западному, среднеднепровскому и нижнеднепровскому.
Подтверждая, что раннемноговаликовый горизонт иллюстрирует яркую преемственность между катакомбной культурой и культурой многоваликовой керамики, Р. А. Литвиненко указал на целый ряд позднекатакомбных погребальных традиций в обряде захоронения и инвентаре раннего этапа многоваликовой культуры. Тем не менее погребения всех её трех этапов Р. А. Литвиненко относит к посткатакомбным памятникам в рамках единой бабинской культуры. В то же время исследователь констатирует обстоятельство значительного сходства между собой по всему комплексу признаков древностей только раннего и среднего этапов культуры многоваликовой керамики, а памятники третьего этапа — демонстрируют разительное несовпадение по целому ряду параметров с предшествующими. Р. А. Литвиненко установлен регион концентрации ранних многоваликовых захоронений с датирующим инвентарем (пряжки, желобчатые абразивы, рогатые и бородавчатые бусины, наконечники стрел катакомбного типа) и на основе этих погребальных свидетельств локализован первичный днепро-донской очаг всего бабинского культурогенеза, исходным продуктом которого и выступает выделяемый им культурный круг Бабино, разделенный на два больших локальных варианта: Днепро-Донскую бабинскую культуру и Днепровско-Прутскую бабинскую культуру. . При этом, Р. А. Литвиненко закрепляет функцию базового источника в изучении культуры многоваликовой керамики только за погребениями и отводит поселенческим источникам исключительно вспомогательную роль, приобретавшую особое значение в тех случаях, когда речь идет о характеристике материальной культуры и особенно керамической посуде.

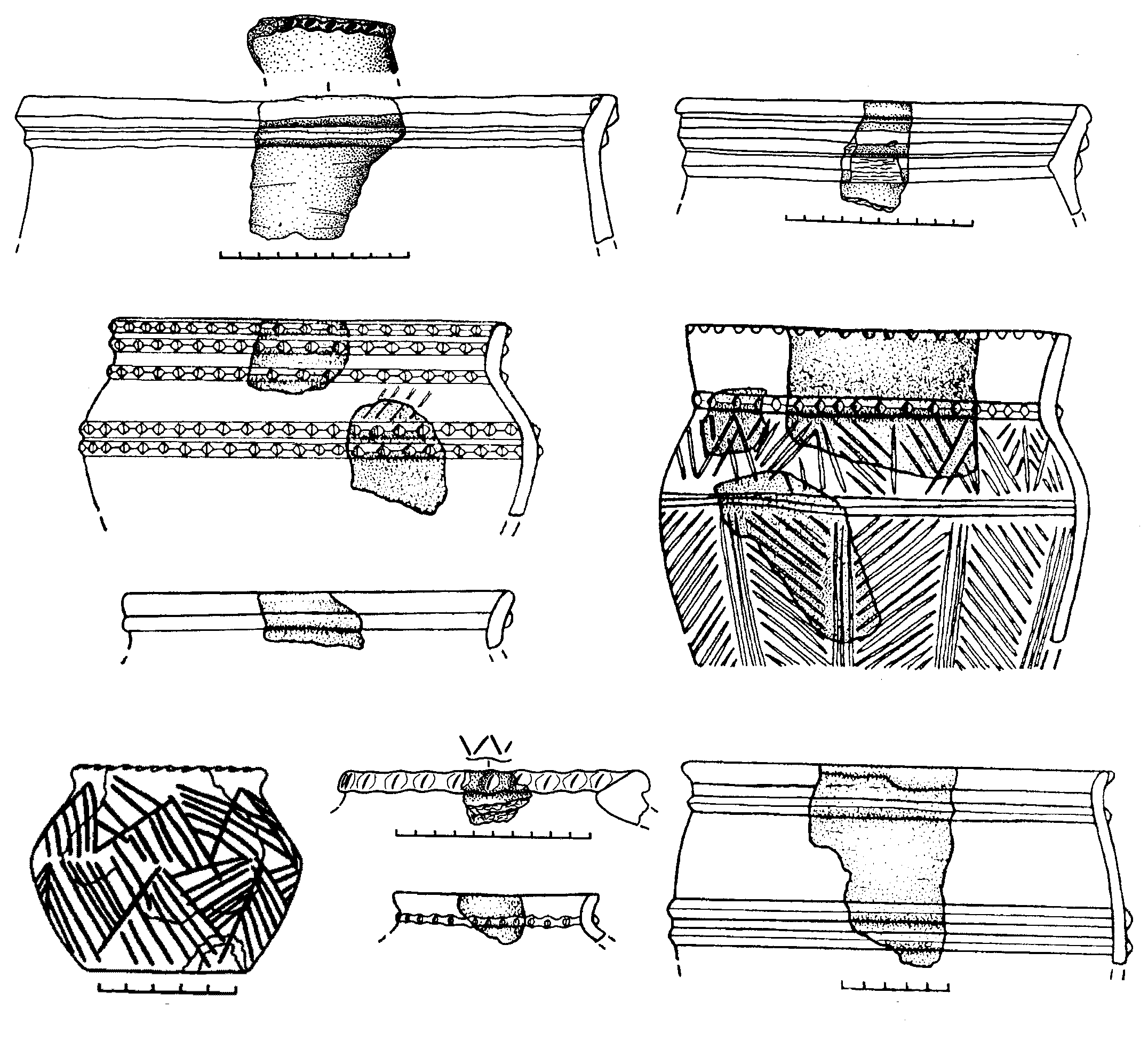
Раннемноговаликовая (финальнокатакомбная) керамика из поселения Андреева Горка на Северском Донце

В 1980-90 гг. шёл интенсивный процесс полевых исследований позднекатакомбных поселений и уточнения особенностей выявления на них посуды культуры многоваликовой керамики. В этот же период В. И. Никитин произвел исследование катакомбного поселения Матвеевка 1, учел неоспоримую общность позднекатакомбной и многоваликовой керамики и предложил рассматривать культуру многоваликовой керамики в качестве определённого хронологического пласта существования катакомбной культуры на её конечном, то есть финальном этапе.
Уже первые итоги раскопок поселений Северского Донца (Алешин Ручей, Серебрянское, Андреева Горка и Черниково Озеро 1) позволили на новом уровне поднять вопрос как катакомбного культурогенеза, так и специфики абашевского культурного присутствия в регионе. Эти бытовые памятники, раскопанные экспедицией Восточноукраинского национального университета имени Владимира Даля под руководством С. Н. Санжарова, дали материалы, указывающие на эволюционность перерастания позднекатакомбного керамического комплекса в финальнокатакомбный, керамика которого полностью тождественна находкам из захоронений ранней многоваликовой культуры. Они установили факты присутствия абашевских материалов доно-волжской культуры, приведшие к трансформации позднекатакомбной общности. Сравнительный анализ целого комплекса культуроопределяющих признаков финальнокатакомбной (ранней многоваликовой), позднекатакомбной и абашевской погребальных обрядностей, как полагает С. Н. Санжаров, свидетельствует об их значительной преемственности. Данное обстоятельство, при абсолютном доминировании позднекатакомбного облика материального приданого, заставляет переосмыслить культурное обособление ранней многоваликовой культуры и позволяет интерпретировать её содержание в качестве синкретического позднекатакомбно-абашевского симбиоза на финальном этапе эволюции катакомбной общности Северского Донца, Нижнего Подонья, Северного Приазовья и Среднего Поднепровья.

## Керамический комплекс Бабинского поселения

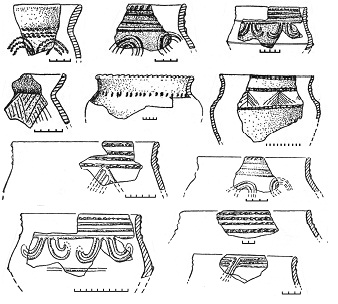
Поздне-финальнокатакомбная керамика Бабинского поселения

Поселение Бабино III, как установлено С. Н. Санжаровым, не является гомогенным, однослойным памятником и репрезентирует два разновременных жилища. В пределах общего раскопа А. В. Добровольский вскрыл полуземлянку (жилище 2) и глинобитную площадку в гумусированном слое со следами кострищ и яму диаметром 0,5 м, к которой восточнее примыкали остатки глинобитного строения (жилище 1) со столбовыми ямками и завалами стен. Традиционно исследователи выделяют на Бабинском поселении два жилища — углубленное жилище 2 и верхнее жилище 1 с примыкающей к нему глинобитной площадкой как общий жилой комплекс. Удалось проследить, что котлован полуземлянки (жилище 2) изолирован от общего культурного слоя и перекрыт смывами грунта. Наземное глинобитное жилище 1 размещалось сверху в культурном слое и лишено находок.
В целом, поздекатакомбные и абашевские традиции на сосудах из жилища 2 демонстрируют общий смешанный культурный тип его обитателей, насыщенный катакомбно-абашевским синкретизмом. Особо ярко он выражен в своеобразии отвесных и уплощенных плечиков позднекатакомбных сосудов и в проявлениях позднекатакомбных традиций в орнаментации абашевских горшковидных сосудов. Подобный культурный синкретизм наблюдается и на фрагментах миниатюрного сосудика с плавным изгибом раструбной шейки и приостренными боковинами, декорированном на поверхности шеечно-плечевого пояса прочерченными вертикальными елочками.
Таким образом, особенности состава керамики жилища 2, представляющего закрытый археологический комплекс и иллюстрирующего содержание нижнего слоя поселения Бабино III, неоспоримо свидетельствуют о культурном синкретизме его обитателей. С одной стороны, это местный позднейший катакомбный тип, а с другой — пришлый доно-волжский абашевский. Несомненно, материальный комплекс жилища 2 и однотипная, тождественная ему часть содержания общего культурного слоя Бабинского поселения, наглядно фиксирует и репрезентирует начальную стадию катакомбно-абашевского синкретизма на территории Доно-Днепровского междуречья, в дальнейшем приведшего к ощутимой трансформации целостного прежде катакомбного культурного типа на заключительной стадии его эволюционного развития.

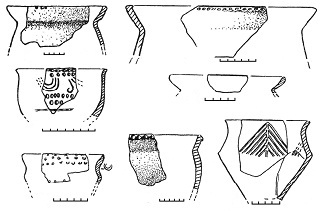
Синкретическая доно-волжская абашевская керамика Бабинского поселения

Обломки сосудов, которые по своим характерным особенностям и декору не нашли отражения среди керамического комплекса полуземлянки — жилища 2, иллюстрируют лишь культурный облик позднего горизонта, маркируемого глинобитной постройкой (жилище 1) и примыкающей к ней глинобитной площадкой. В эту позднюю группу керамики Бабинского поселения входят приземистые сосуды с короткими прямыми или слабораструбными шейками, низкими уплощенными плечиками и ребром на боковинах. По всей видимости, есть основания полагать, что данный тип сосудов генетически восходит к тем формам посуды первой и второй групп керамики Бабинского поселения, в которой в той или иной степени отразился позднекатакомбноабашевский синкретизм керамических традиций. Элементы орнаментации посуды третьей группы крайне просты, лимитированы и сведены до минимума. Преимущественно используются одиночные пояски из крупных налепных валиков со скругленными неорнаментированными спинками. Весьма редко эти валики декорированы крупными пальцевыми оттисками с ногтевыми вдавлениями. Размещены подобные пояски как на горле, так и боковинах корпуса сосудов. Среди прочих орнаментальных элементов и сюжетов отмечены валиковые зигзаги и треугольники, прочерченные вертикальные елочки и зигзаги, пояски мелких разнообразных штампиков. Слабая степень изогнутости горла и выпуклость боковин могут придавать сосудам рассматриваемой формы некую тюльпановидность. Новым для Бабинского поселения типом сосудов выступают обломки посуды банкообразной формы с прямыми или сужающимися у верхнего края стенками. В их декоре отмечены простые шнуровые пояски и одиночные ряды шнуровых штампов в виде маленьких полуовалов, прочерченных поясков и зигзагов, налепных валиков с пальцевыми вдавлениями и узких желобков под верхним краем стенок.
Таким образом, культурно-типологические членения керамики поселения Бабино III, базой для которого послужил керамический комплекс полуземлянки жилища 2, устанавливает культурную разнородность всей коллекции. Само поселение возникло на позднекатакомбной основе с заметным участием инокультурного доно-волжского абашевского компонента. Ранний культурно-хронологический горизонт фиксирует синкретизм керамических традиций катакомбной и абашевской культур, их взаимопроникновение, трансформацию и отражает сложные проявления процесса перехода катакомбной культуры от поздней к финальной стадии развития. В этом плане ранний слой Бабинского поселения представляется начальным в финальной стадии катакомбного культурогенеза на территории Доно-Днепровского междуречья.
Поздний культурно-хронологический горизонт, как и глинобитная наземная постройка — жилище 1 с прилегающей глинобитной площадкой, судя по керамике третьей группы, атрибутируется позднейшим многоваликовым периодом. По своей временной и культурной позиции это уже посткатакомбный культурный тип, характерный для степной зоны Северного Причерноморья.

## Антропология
Грацильные долихокранные европеоиды со средиземноморской примесью. Краниологически демонстрируют сходство со шнуровиками и культурой шаровидных амфор. Это сходство, обнаруженное и в другой посткатакомбной культуре — лолинской (Северо-Западный Прикаспий), связано с миграционным потоком с запада (из Центральной Европы) на восток в начале 2 тысячелетия до н. э.

## Палеогенетика
Согласно генетическим исследованиям останков из погребений, у носителей культуры многоваликовой керамики определены отцовские гаплогруппы R1a и R1b и материнские гаплогруппы J2b1a, J1c2m, H1e, H13a2b2a, H5a1a, R1a1a, V7, U2e2a, H2a2b, U3a, U5a2, R1a, H15a1a1 и HV1.

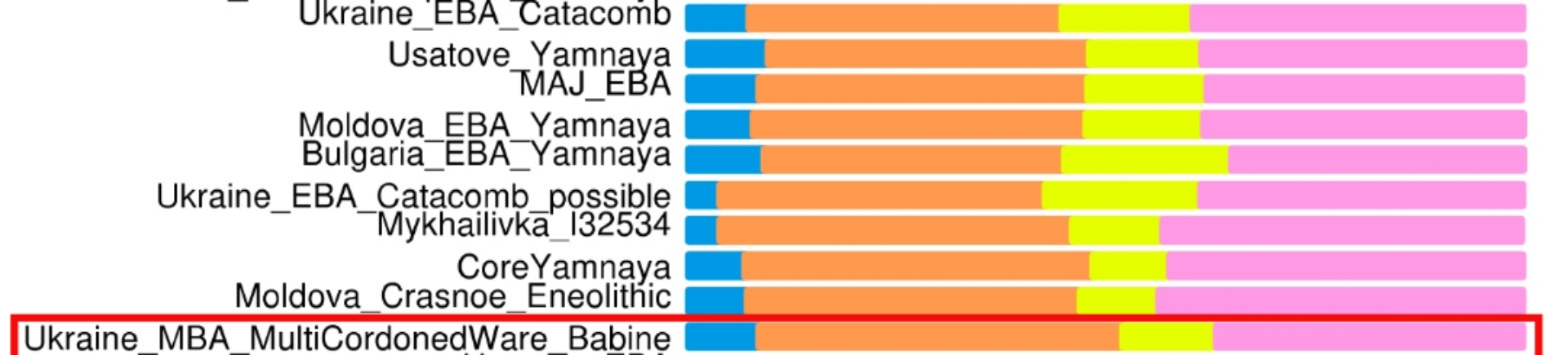
Аутосомные предковые компоненты ДНК бабинской культуры.
Восточноевропейские охотники-собиратели
Кавказские охотники-собиратели
Ранние европейские земледельцы
Западноевропейские охотники-собиратели

  Восточноевропейские охотники-собиратели

  Кавказские охотники-собиратели

  Ранние европейские земледельцы

  Западноевропейские охотники-собиратели

## Этническая принадлежность
По мнению С. С. Березанской, исследовавшей культуру с 1960-х гг., она принадлежала предкам микенцев.
«Сходство проявляется и в устройстве могил, и в погребальном обряде, и в инвентаре. В принципе близки большие глубокие погребальные ямы, иногда с утупами вдоль краев. В КМК известна каменная обкладка стен погребальных ям, характерная для Микенских гробниц. Аналогична манера перекрытия могильных ям бревнами или каменными плитами. В обоих случаях очень распространен обряд тризны — захоронение животных, в частности лошадей. Сходно положение погребенных на спине с руками на тазе, или на боку, с кистями рук у лица. Среди аналогичного инвентаря, кроме [дисковидных] псалиев, — кремнёвые стрелы с выемкой в основании, выпрямители древков стрел, бронзовые наконечники копий с длинной несомкнутой втулкой. Общей чертой является распространенная как в КМК, так и в Микенах техника плакировки [золота]». (С. С. Березанская (1986: 38))